# Apollodote Ier
Pour les articles homonymes, voir Apollodote.
Apollodote Ier Sôter (en grec ancien Ἀπολλόδοτος Α΄ ὁ Σωτήρ, Sôtèr signifiant « le Sauveur » ; en sanskrit महरजस अपलदतस त्रतरस, maharajasa apaladatasa tratarasa), est un roi indo-grec qui a régné sur les territoires gréco-bactriens dans la seconde moitié du IIe siècle av. J.-C., probablement entre 186 ou 185 jusqu'à environ 175 av. J.-C. Il est mort vers 163-162 av. J.-C.

## Biographie
Selon l'historien W. W. Tarn, Apollodote est l'un des généraux de Démétrios Ier roi gréco-bactrien qui a envahi le nord-ouest de l'Inde en 180 av. J.-C.. Il n'est pas certain qu'Apollodote ait été membre de la maison royale. Comme ses prédécesseurs, Apollodote fait frapper une monnaie bilingue (en grec et en sanskrit) diffusée jusqu'en dehors de Bactriane. Cependant, il est le premier à régner uniquement sur les territoires d'Inde.  Sur le plan territorial, il semble qu'il ait mené une politique pacifique. Une abondante circulation monétaire sous son règne montrent des signes d'une prospérité économique rétablie.
Apollodote Ier a eu pour successeur Antimaque II, à moins que les deux rois n'aient régné à la même époque, Antimaque  possédant les territoires situés plus à l'ouest. Plus tard encore, Apollodote e eu  pour successeur Ménandre Ier, et ces deux rois sont mentionnés par  Justin) comme des rois indo-grecs importants.

## Monnayage indien
Le monnayage indien d'Apollodote est très caractéristique : pièces carrées, éléphant à l'endroit, taureau au revers. La symbolique est au départ très complexe, avec un soleil, un stupa, une rivière sur l'endroit, et un nandipada sur le revers près du taureau. Ces symboles disparaissent sur les éditions ultérieures.

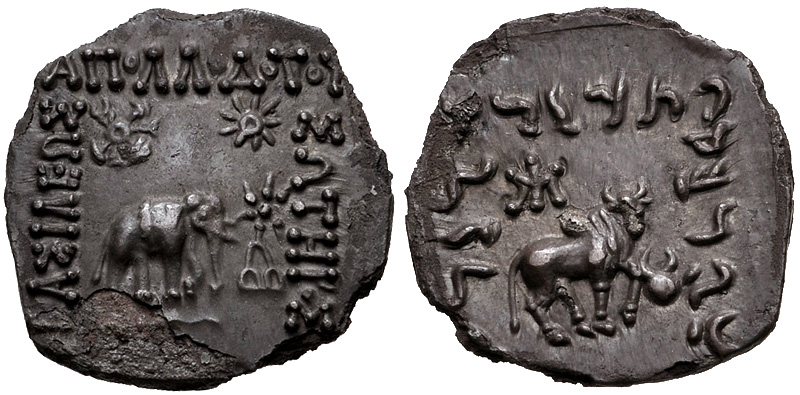
Premier monnayage indien d'Apollodote, avec de nombreux symboles.
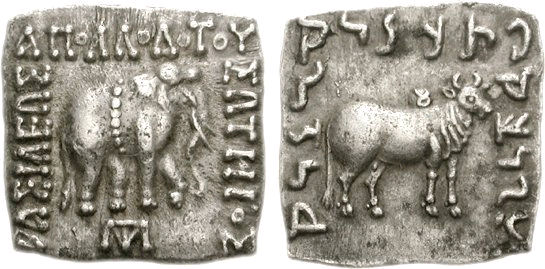
Monnayage ultérieur. Les symboles ont disparu, et les animaux occupent tout l'espace. Ici, un nandipada reste néanmoins présent sur la bosse du taureau.
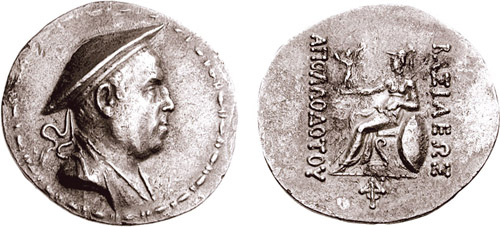
Tétradrachme d'argent frappé par Apollodote. L'avers porte l'inscription ΒΑΣΙΛΕΩΣ ΑΠΟΛΛΟΔΟΤΟΥ, « Du roi Apollodotos ». Le revers montre la déesse Athéna assise tournée vers la gauche, qui tient dans sa main droite tendue une Nikè, dans sa main gauche une lance, et appuie son coude gauche sur son bouclier.